# Université du Nil
L'université du Nil (en arabe : جامعة النيل ; en anglais : Nile University) est une université privée située à Ville du 6 Octobre, en Égypte,.
Elle est classée par le U.S. News & World Report au 116e rang du classement régional des universités arabes.

## Historique
L'Université du Nil et GH2 ont établi une relation centrée sur l'hydrogène vert.